# Lindsaea hamiguitanensis
Lindsaea hamiguitanensis är en ormbunkeart som beskrevs av Karger och V.B.Amoroso. Lindsaea hamiguitanensis ingår i släktet Lindsaea och familjen Lindsaeaceae. Inga underarter finns listade.